# Pakiet energetyczno-klimatyczny
Pakiet energetyczno-klimatyczny (znany także jako pakiet klimatyczny, pakiet „3x20” lub „20-20-20”) jest zbiorem wiążących ustaw mających na celu zapewnienie realizacji założeń Unii Europejskiej dotyczących przeciwdziałania zmianom klimatycznym.
Pakiet został przedstawiony po raz pierwszy w marcu 2007 roku i po miesiącach negocjacji pomiędzy państwami członkowskimi, został przyjęty przez Parlament Europejski w grudniu 2008 roku. Dokumenty wchodzące w skład pakietu skupiają się na trzech kluczowych celach: ograniczeniu emisji gazów cieplarnianych, promowaniu stosowania energii ze źródeł odnawialnych i podnoszeniu sprawności energetycznej Unii Europejskiej.

## Historia

### Wstępne propozycje
Rada UE na spotkaniach w dniach 8-9 marca 2007 roku, przyjęła nowe założenia dotyczące przeciwdziałania zmianom klimatycznym, bardziej ambitne niż te zawarte w protokole z Kioto. Plan potocznie zwany „3x20” w rzeczywistości zawierał w sobie 4 propozycje, mówiące o tym, że do 2020 r. UE:
- dokona redukcji o 20% emisji gazów cieplarnianych w stosunku do poziomu emisji z 1990 r.,
- zwiększy udział zużycia energii pochodzącej z odnawialnych źródeł energii do 20%,
- zwiększy o 20% efektywność energetyczną w stosunku do prognoz na rok 2020,
- zwiększy o co najmniej 10% udział biopaliw w ogólnym zużyciu paliw transportowych.

### Propozycje Komisji Europejskiej
Rok po ogłoszeniu przez Radę UE założeń pakietu klimatycznego, Komisja Europejska zaproponowała nowe rozwiązania w celu walki ze zmianami klimatu, podtrzymując cele wyznaczone przez Radę.

Nowe wytyczne proponowane przez Komisję kładły nacisk na ograniczenie emisji CO2 dla pojazdów, rozwój technologii wychwytywania i składowania CO2, zastosowanie środków, które zachęcałyby kraje członkowskie do ograniczenia emisji gazów cieplarnianych, a także reformę europejskiego systemu handlu emisjami.

Ostatnia propozycja była tematem wielu dyskusji pomiędzy państwami członkowskimi. Komisja zaproponowała zmianę systemu: rozszerzenie jego zakresu na wszystkie gazy cieplarniane zamiast ograniczenia się tylko do dwutlenku węgla. Zaproponowano również objecie limitami emisji większej ilości sektorów i branż.

### Ostateczne przyjęcie
Plan został przyjęty na posiedzeniu Rady w dniach 11 i 12 grudnia 2008 roku i został przegłosowany przez Parlament Europejski tydzień później.

Początkowym terminem przyjęcia pakietu był marzec 2009 roku, jednak protesty niektórych krajów w sprawie sposobów osiągnięcia celów pakietu klimatycznego były przyczyną negocjacji między krajami i odwlekły w czasie przyjęcie pakietu.
Rada UE w dniach 11 i 12 grudnia, ostatecznie zaaprobowała pakiet, jednak wprowadziła zmiany w stosunku do wstępnych rozwiązań zaproponowanych przez Parlament.

Państwa członkowskie zgodziły się na wprowadzenie w życie celów planu „20-20-20”: ograniczenie o 20% emisji gazów cieplarnianych, wzrost o 20% efektywności energetycznej, a także osiągnięcie 20% udziału energii produkowanej z odnawialnych źródeł energii. W sprawie reformy systemu handlu emisjami, zaplanowano stopniowe wprowadzenie systemu aukcyjnego. Ostatecznie zaplanowano zakończyć bezpłatne przydziały emisji do roku 2013 w sektorze energetycznym, a do roku 2020 w innych branżach.
W dniach 15-18 grudnia 2008 pakiet został przekazany do Parlamentu Europejskiego i przegłosowany.

## Akty prawne wchodzące w skład pakietu
- Tzw. Dyrektywa EU ETS (European Union Emissions Trading System)[1]

- Tzw. Decyzja non-ETS[2]

- Tzw. Dyrektywa CCS (ang. Carbon Capture and Storage)[3]

- Tzw. Dyrektywa OZE[4]

A także dwa teksty mające znaczenie dla Europejskiego Obszaru Gospodarczego:
- Rozporządzenie Parlamentu Europejskiego i Rady (WE) nr 443/2009 z dnia 23 kwietnia 2009 r. określające normy emisji dla nowych samochodów osobowych w ramach zintegrowanego podejścia Wspólnoty na rzecz zmniejszenia emisji CO2 z lekkich pojazdów dostawczych,
- Dyrektywa Parlamentu Europejskiego i Rady 2009/30/WE z dnia 23 kwietnia 2009 r. zmieniająca dyrektywę 98/70/WE odnoszącą się do specyfikacji benzyny i olejów napędowych oraz wprowadzającą mechanizm monitorowania i ograniczania emisji gazów cieplarnianych oraz zmieniającą dyrektywę Rady 1999/32/WE odnoszącą się do specyfikacji paliw wykorzystywanych przez statki żeglugi śródlądowej oraz uchylająca dyrektywę 93/12/EWG.

Pakiet energetyczno-klimatyczny nie zajmuje się bezpośrednio celem zwiększenia efektywności energetycznej. Dzieje się to poprzez Dyrektywę 2006/32/WE Parlamentu Europejskiego i Rady z dnia 5 kwietnia 2006 r. w sprawie efektywności końcowego wykorzystania energii i usług energetycznych oraz uchylającą dyrektywę Rady 93/76/EWG.

## Główne środki
Pakiet energetyczno-klimatyczny zawiera cztery uzupełniające się ustawodawstwa, które są przeznaczone do osiągnięcia celów w nim zawartych.

### Reforma europejskiego systemu handlu emisjami
Europejski system handlu emisjami jest kluczowym narzędziem służącym do ograniczenia przemysłowej emisji gazów cieplarnianych przy stosunkowo niskich kosztach. Stymuluje on także rozwój w kierunku gospodarki opartej na technologiach niskoemisyjnych. Pakiet klimatyczno-energetyczny obejmuje kompleksowe opracowanie i wzmocnienie przepisów za pomocą dyrektywy EU ETS, co stanowi podstawę dla systemu handlu emisjami.

Wspólnotowy system handlu uprawnieniami do emisji gazów cieplarnianych obejmuje sektor energetyczny i inne gałęzie przemysłu, które są odpowiedzialne za ponad połowę emisji CO2 i około 40% emisji wszystkich gazów cieplarnianych.
1 stycznia 2013 wejdzie w życie unowocześniona wersja systemu, w związku z wejściem w trzeci okres handlowy. Począwszy od 2013 roku system zostanie wzmocniony i rozszerzony, a obecny system krajowych limitów uprawnień na emisje zostanie zastąpiony jednym limitem uprawnień dla całej UE. Przydział bezpłatnych uprawnień będzie stopniowo zastępowany przez system aukcyjny, począwszy od sektora energetycznego.

W latach 2013–2020 skutkiem wprowadzenia zmian w ETS powinno dojść do obniżenia poziomu emisji gazów cieplarnianych w UE o 21% w odniesieniu do poziomu z 2005 roku.

### Krajowe cele dla obszarów nieobjętych systemem handlu emisjami
W ramach tak zwanej decyzji dotyczącej wspólnego wysiłku (ang. ESD – Effort Sharing Decision) kraje członkowskie podjęły wiążące zobowiązania mające na celu redukcję emisji gazów cieplarnianych z sektorów nieobjętych EU ETS, takich jak m.in. budownictwo, rolnictwo, gospodarka odpadami i transport, które powodują emisję 60% gazów cieplarnianych w UE.

Dyrektywa non-ETS przewiduje różne cele ograniczenia emisji CO2 w zależności od zamożności państw członkowskich w latach 2013-2020. Część krajów, jak np. Polska, ma nawet możliwość zwiększenia własnej emisji w sektorze non-ETS.

### Krajowe cele dotyczące energii odnawialnej
Zgodnie z dyrektywą w sprawie odnawialnych źródeł energii, państwa członkowskie podjęły wiążące zobowiązania mające na celu zwiększenie udziału energii odnawialnej w ich krajowym zużyciu energii do 2020 roku.

Cele krajowe umożliwią UE jako całości osiągnąć udział 20% energii odnawialnej w całkowitej produkcji energii do 2020 r., jak również 10% udziału energii odnawialnej w sektorze transportowym. Cele pomogą również w ograniczeniu emisji gazów cieplarnianych oraz zmniejszą zależność UE od importowanej energii.

### Wychwytywania i składowania dwutlenku węgla
Czwartym elementem pakietu klimatyczno-energetycznego jest dyrektywa, tworząca ramy prawne bezpiecznego dla środowiska wykorzystania technologii wychwytywania i składowania dwutlenku węgla. Sekwastracja dwutlenku węgla polega na przechwytywaniu dwutlenku węgla emitowanego w procesach przemysłowych i przechowywanie go w podziemnych formacjach geologicznych, gdzie nie przyczynia się do globalnego ocieplenia.

Dyrektywa obejmuje wszystkie formy składowania CO2 w formacjach geologicznych w UE i określa wymagania, które trzeba zastosować do składowisk przez cały okres ich istnienia.